# 社会主义替代 (魁北克)

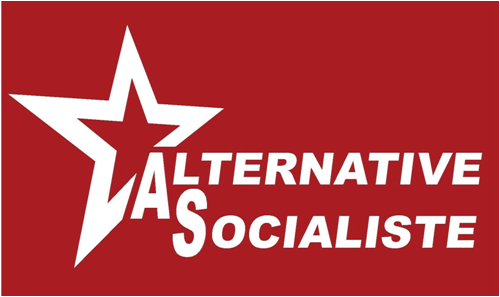
社会主义替代标志

社会主义替代（法語：Alternative socialiste）是加拿大魁北克省的一个托洛茨基主义组织。该组织成立于2009年，由魁北克共产党的一些前成员创建，当时取名为争取魁北克社会党运动，后改现名。该组织的意识形态是社会主义、马克思主义、托洛茨基主义。该组织的政治立场是极左翼。该组织出版刊物《社会主义者》。该组织是国际社会主义替代的支部。该组织在魁北克团结内部活动，作为其政治派系。